# Paul Fredricks
Paul Gerald Fredricks (*  14. Juli 1918; † 4. Juli 2010) war ein US-amerikanischer Jazztrompeter des Swing und Dixieland.
Fredricks wuchs nahe Philadelphia auf und spielte dort als Jugendlicher Trompete in lokalen Bands. Mit 16 Jahren ging er nach New York City und begann professionell zu spielen. Anfang der 1940er Jahre spielte er bei Alvino Rey in Los Angeles und New York. Die Band machte mit einem Auftritt im Paramount Theater 1941 in New York auf sich aufmerksam, wurden bald darauf eine der landesweit populärsten Bands mit mehreren Top-10-Hits und sie traten in Hollywood-Filmen auf wie Sing your worries away von 1942. Im Zweiten Weltkrieg meldete er sich freiwillig und diente im Pazifik. 1946 bis 1948 war er im Orchester von Charlie Spivak als Solo-Trompeter. Von 1940 bis 1948 war er bei 45 Aufnahmesessions beteiligt. Danach spielte er im Dixieland-Jazz mit einer eigenen Band Paul Fredricks Orchestra und später den Crescent City Stompers. Er wohnte bei Philadelphia.
Fredricks spielte auch mit Les Brown und Mel Tormé (Mel-Tones).